# Amt Polle
Das Amt Polle war ein historisches Verwaltungsgebiet des Fürstentums Calenberg, später des Königreichs Hannover bzw. der preußischen Provinz Hannover mit Sitz in Polle. Übergeordnete Verwaltungsebene war ab 1823 die Landdrostei Hannover.

## Geschichte
Die von den Grafen von Everstein erbaute Burg Polle erscheint urkundlich erstmals 1285. 1408 fiel Polle mit dem zugehörigen, seit 1400 bezeugten Amt an die Welfen. Im Erbvertrag von 1495 kam es an das Fürstentum Calenberg und bildete von 1635 bis 1866 eine calenbergische bzw. hannoversche Exklave. Die Burg wurde im Dreißigjährigen Krieg von schwedischen Truppen zerstört (1641) und 1656 durch ein neues Amtshaus ersetzt, das 1945 abgebrannt ist.
Bei Einführung der Kreisverfassung wurde das Amt 1885 aufgelöst und dem Kreis Hameln zugeschlagen.

## Gemeinden
Bei Aufhebung des Amtes (1885) gehörten ihm folgende Gemeinden an:
- Brevörde
- Heinsen
- Meiborssen
- Pegestorf
- Polle
- Vahlbruch

- Karte mit allen verlinkten Seiten:
- OSM |
- WikiMap

## Amtmänner
- 1786–1819: Karl Edmund Georg von Alten, Drost und Oberhauptmann
- 1823–1834: Ezechiel Adolph Dammert, Amtmann
- 1835: vakant
- 1836–1845: Gottfried Ludwig Meinecke, Amtmann
- 1852–1860: Friedrich Heinrich Dieckmann, Oberamtmann
- 1860: Ferdinan Jugler, Amtsassessor (auftragsweise)
- 1860–1866: Eberhard von Graevemeyer, Amtmann, ab 1865 Oberamtmann